# Movistar Team/Saison 2018
Diese Liste beschreibt die Mannschaft und die Erfolge des Radsportteams Movistar Team in der Saison 2018.

## Erfolge in der UCI WorldTour
In den Rennen der Saison 2018 der UCI WorldTour gelangen die nachstehenden Erfolge.
| Datum           | Rennen                             | Sieger             |
| --------------- | ---------------------------------- | ------------------ |
| 25. Februar     | 5. Etappe Abu Dhabi Tour           | Alejandro Valverde |
| 21.–25. Februar | Gesamtwertung Abu Dhabi Tour       | Alejandro Valverde |
| 10. März        | 4. Etappe Tirreno-Adriatico        | Mikel Landa        |
| 4.–11. März     | Gesamtwertung Paris-Nizza          | Marc Soler         |
| 20. März        | 2. Etappe Katalonien-Rundfahrt     | Alejandro Valverde |
| 22. März        | 4. Etappe Katalonien-Rundfahrt     | Alejandro Valverde |
| 19.–25. März    | Gesamtwertung Katalonien-Rundfahrt | Alejandro Valverde |
| 12. Mai         | 8. Etappe Giro d’Italia            | Richard Carapaz    |
| 15. Juni        | 7. Etappe Tour de Suisse           | Nairo Quintana     |
| 25. Juli        | 17. Etappe Tour de France          | Nairo Quintana     |
| 26. August      | 2. Etappe Vuelta a España          | Alejandro Valverde |
| 1. September    | 8. Etappe Vuelta a España          | Alejandro Valverde |

## Erfolge in der UCI America Tour
In den Rennen der Saison 2018 der UCI America Tour gelangen die nachstehenden Erfolge.
| Datum       | Rennen                       | Kat. | Sieger         |
| ----------- | ---------------------------- | ---- | -------------- |
| 11. Februar | 6. Etappe Colombia Oro y Paz | 2.1  | Dayer Quintana |

## Erfolge in der UCI Europe Tour
In den Rennen der Saison 2018 der UCI Europe Tour gelangen die nachstehenden Erfolge.
| Datum                   | Rennen                             | Kat. | Sieger             |
| ----------------------- | ---------------------------------- | ---- | ------------------ |
| 1. Februar              | 2. Etappe Valencia-Rundfahrt       | 2.1  | Alejandro Valverde |
| 3. Februar              | 4. Etappe Valencia-Rundfahrt       | 2.1  | Alejandro Valverde |
| 31. Januar – 4. Februar | Gesamtwertung Valencia-Rundfahrt   | 2.1  | Alejandro Valverde |
| 31. März                | Gran Premio Miguel Induráin        | 1.1  | Alejandro Valverde |
| 8. April                | Klasika Primavera                  | 1.1  | Andrey Amador      |
| 20. April               | 1. Etappe Vuelta a Castilla y León | 2.1  | Carlos Barbero     |
| 28. April               | 2. Etappe Vuelta a Asturias        | 2.1  | Richard Carapaz    |
| 27.–29. April           | Gesamtwertung Vuelta a Asturias    | 2.1  | Richard Carapaz    |
| 6. Mai                  | 3. Etappe Vuelta a Madrid          | 2.1  | Carlos Barbero     |
| 11.–13. Mai             | Gesamtwertung Vuelta a Aragón      | 2.1  | Jaime Roson        |
| 16. Juni                | 3. Etappe Route d’Occitanie        | 2.1  | Alejandro Valverde |
| 14.–17. Juni            | Gesamtwertung Route d’Occitanie    | 2.1  | Alejandro Valverde |
| 10. August              | 4. Etappe Vuelta a Burgos          | 2.HC | Carlos Barbero     |

## Mannschaft
| Teamkader 2018                            | Teamkader 2018     | Teamkader 2018 | Teamkader 2018                             |
| Name                                      | Geburtsdatum       | Land           | Vorheriges Team                            |
| ----------------------------------------- | ------------------ | -------------- | ------------------------------------------ |
| Andrey Amador                             | 29. August 1986    | Costa Rica     | Lizarte (2008)                             |
| Winner Anacona                            | 11. August 1988    | Kolumbien      | Lampre-Merida (2014)                       |
| Jorge Arcas                               | 8. Juli 1992       | Spanien        | Lizarte (2015)                             |
| Carlos Barbero                            | 29. April 1991     | Spanien        | Caja Rural-Seguros RGA (2016)              |
| Daniele Bennati                           | 24. September 1980 | Italien        | Tinkoff (2016)                             |
| Carlos Betancur                           | 13. Oktober 1989   | Kolumbien      | AG2R La Mondiale (2015)                    |
| Nuno Bico                                 | 3. Juli 1994       | Portugal       | Klein Constantia (2016)                    |
| Richard Carapaz                           | 29. Mai 1993       | Ecuador        | Lizarte (2016)                             |
| Héctor Carretero                          | 28. Mai 1995       | Spanien        | Lizarte (2016)                             |
| Jaime Castrillo                           | 13. März 1996      | Spanien        | Lizarte (2017)                             |
| Víctor de la Parte                        | 22. Juni 1986      | Spanien        | CCC Sprandi Polkowice (2016)               |
| Imanol Erviti                             | 15. November 1983  | Spanien        |                                            |
| Rubén Fernández                           | 1. März 1991       | Spanien        | Caja Rural-Seguros RGA (2014)              |
| Mikel Landa                               | 13. Dezember 1989  | Spanien        | Team Sky (2017)                            |
| Nélson Oliveira                           | 6. März 1989       | Portugal       | Lampre-Merida (2015)                       |
| Antonio Pedrero                           | 23. Oktober 1991   | Spanien        | Inteja-MMR Dominican cycling team (2015)   |
| Dayer Quintana                            | 10. August 1992    | Kolumbien      | Lizarte (2013)                             |
| Nairo Quintana                            | 4. Februar 1990    | Kolumbien      | Colombia es Pasión-Café de Colombia (2011) |
| José Joaquín Rojas                        | 8. Juni 1985       | Spanien        | Astana (2006)                              |
| Jaime Rosón                               | 13. Januar 1993    | Spanien        | Caja Rural-Seguros RGA (2017)              |
| Eduardo Sepúlveda                         | 13. Juni 1991      | Argentinien    | Fortuneo-Oscaro (2017)                     |
| Marc Soler                                | 22. November 1993  | Spanien        | Lizarte-AD Galibier (2014)                 |
| Jasha Sütterlin                           | 4. November 1992   | Deutschland    | Thüringer Energie Team (2013)              |
| Rafael Valls                              | 25. Juni 1987      | Spanien        | Lotto-Soudal (2017)                        |
| Alejandro Valverde                        | 25. April 1980     | Spanien        | Comunidad Valenciana-Kelme (2004)          |
|                                           |                    |                |                                            |
| Quellen: ProCyclingStats Cycling Quotient |                    |                |                                            |